# ガングート (戦艦・初代)
ガングート（ロシア語:Гангутガングート）は、ロシア帝国がバルト艦隊向けに建造した前弩級戦艦である。艦名は1714年のガングートの海戦の勝利を記念したもの。ロシア帝国海軍では当初は装甲艦（броненосный корабль）に分類され、1892年2月1日付けで艦隊装甲艦（эскадренный броненосец）に類別を変更された。

## 概要

### 設計
バルト艦隊向けの装甲艦の建造計画は、1885年に後進されるまで延期されていた。当時、中程度の排水量で、進路前方向への強力な火力を有する艦を保有すれば十分であると考えられていた。その回答として建造されたのが装甲艦インペラートル・アレクサンドル2世とインペラートル・ニコライ1世であったが、時の海軍大臣I・A・シェスタコーフ海軍中将は、両艦はバルト海での活動のためには大柄に過ぎると考えていた。
インペラートル・アレクサンドル2世級装甲艦の縮小型といえる新しい計画課題は、1887年11月17日に提示された。この課題では、新しい艦はドイツ帝国の保有する装甲艦より強力な武装を備え、バルト海沿岸での砲撃を考慮して喫水は6.7 mを超過せず、クロンシュタットからズンド海峡まで11-15 knの航行速度で往復する能力を持つこととされた。さらに、火急の場合には地中海や極東にも遠征できる能力が求められた。武装は229 mmカノン砲を主砲としたが、この砲が選ばれたのは、この砲が当時のドイツ装甲艦の装甲を打ち破れる能力を持つと考えられており、さらに複雑な水圧駆動装置を必要としないためであった中間砲としてはカネー式45口径152 mm砲が搭載され、後年ほかの口径の砲で補強されることが予定されていた。
1888年初頭、海軍技術委員会へ上級造船技官E・Ye・グリャーエフ、ペテルブルク港主任造船技師P・A・スボーチン、フランコ＝ロシア工場代表P・K・ヂュビュイそれぞれによる計画書が届けられた。海軍技術委員会は、グリャーエフの計画がより好ましいものと評価した。その計画とは、艦は鋼鉄製の装甲を有し、当時としては長身砲となる35口径229 mm砲を装備するものであった。この主砲は、ドイツの装甲艦オルデンブルクの30口径240 mm砲やザクセンの22口径260 mm砲を凌駕するものと考えられた。主要装甲帯は艦全体の2/3を覆い、ザクセンの1/2を凌駕していた。自案の論拠として、グリャーエフはもし燃料増加を課題としなければ、彼の計画の優越性はより顕著なものとなると指摘した。矛盾に満ちた設計要求に対し、グリャーエフは動力機関とボイラー区画に十分な防御を施すことに成功した。それまでのバルト艦隊の装甲艦の有した装甲厚が356 mmであったのに対し、舷側砲座に406 mmの装甲帯を施した。新しい艦は大北方戦争でのロシア艦隊の勝利を記念した由緒ある艦名であるガングートの名を戴いた。
1888年7月6日、海軍技術委員会はガングートの船体についての仕様書を認可した。40の横断水密隔壁と第6、36、44、52、69肋材の強化で不沈性が確保された。通常の肋材の厚みが6.4 mmであったのに対し、強化肋材は9.5 mmであった。また、水密区画内および甲板のいろいろのシステムのための管やロッドを通すためのすべての隙間には栓を持ったフランジを設け、「完全なる水密性」を確保することになっていた。第20から69肋材のあいだは、二重底となっていた。機関やボイラー区画では、舷側に沿って石炭が搭載され、水雷の爆発から艦を守る役目を与えられていた。ボイラー区画には2 基の排水用タービンが設置された、また、防火用ポンプも搭載された。動力機関には、出力6000から9500 馬力の3倍拡張水平蒸気機関が搭載される予定であった。8 基の煙管シリンダー・ボイラーは、2 基ずつそれぞれの気缶室へ配置された。

### 建造
建造は、サンクトペテルブルクの新海軍工廠にて行われた。このほか、諸々の装置が各企業で製造された。1888年10月29日には起工、建造は迅速に進行し、1889年1月28日付けでガングートは海軍へ登録された。同年5月20日には、公式に起工が宣言された。
船台での工事は33ヶ月続けられたが、その間にもいくつもの設計変更が行われた。1890年10月には水が注ぎ込まれて各種試験が行われたが、艦の完成度は視察に訪れた特別委員から好評を博した。同年10月6日には進水した。
ところが、その後建造のテンポは著しく低下した。それは、艦に無数の設計変更が加えられたためであった。1891年2月になってようやく、プチーロフ工場会社とのあいだで排水システム関連の契約が結ばれた。その5月には、主砲を305 mm露砲塔に変更する案が採用された。手違いがあったため、主要装甲帯の鋳型4 個が調達できなかった。それらは誤って装甲艦ナヴァリンへ提供されてしまい、ガングート用には新たに作り直さなければならなかった。
繋留試験は、1892年9月18日に成功裏に実施された。このときまでにほぼすべての装甲板は取り付けられていたが、ケースメート用の229 mm板16 枚と司令塔用の5 枚の取り付けがまだであった。碇と舵関連の装備、排水システムと排気システム、蒸気暖房、炊事室、船室区画も完成していなかった。このような状況にも拘らず、10月14日には艦は8 隻の曳船を併走させて自走してクロンシュタットへ入港した。厳冬のため生じた混乱ため、建造に従事するメンバーも流動的になった。

### 海上公試
1893年7月3日になってようやく、ガングートは海上公試に入った。しかし、19日後にはもう欠陥の除去のため港へ戻った。9月30日、6時間に及ぶ全速航行試験が実施された。ボイラーは7.7から7.8 atmに保たれ、5,282.5 馬力の出力と13.78 knの平均速力を記録した。シリンダー上部に強い振動が観測されたため、契約出力と速力には達することができなかった。海軍技術委員会は試験結果に満足せず、翌年改めて試験をやり直す決定を下した。特別にP・P・アンドレーエフ海軍少将を首班とする委員会が設置され、問題点を指摘した。それでも、1894年春の時点で未だ多くの問題が残されていた。
7月には、ガングートは遠征に参加した。8月には海軍大臣P・P・トィルトフの旗の下、リバーヴァへの航海を実施した。9月12日には艦は再度の機関試験に取り掛かり、機関は平静に稼動した。火砲の試験も実施された。
航洋性の試験は、1894年末まで続けられた。試験には上級造船補佐官D・V・スクヴォルツォーフが参加した。スクヴォルツォーフの報告書では、艦の凌波性の悪さと波の高いときの進路維持の不安定さが指摘された。艦長のA・A・ビリリョーフ海軍大佐とスクヴォルツォーフは、欠陥についての21項目からなるリストを作成した。そこでは、特に扉やハッチに密閉用ゴムが足りないなど、水密性の悪さが指摘されていた。加えて、艦は排水量過多の状態であり、それは7,500 tに達していた。これは当初の計画に比して600 tの超過であり、速力は計画値に達しなかった。過積載のため艦は石炭全量を積載することができず、ほかの物資も十分に搭載することが難しかった。そして、艦の主要装甲帯は海面下に没していた。これは、重大な防御力低下を来たすものであった。
1894年4月には、水密性の悪さを指摘されたケースメートの木製扉を廃止し、水で歪まない金属製のものに交換した。8月16日には、ガングートの重量過多に対する提議が海軍技術委員会会合で検証され、S・O・マカーロフ提督は水密区画となる横檣隔壁を作り、艦首と艦尾部分に追加の隔壁を設け、152 mm砲と229 mm砲の覆いを強化するという案を示し、これが実行された。

### 運用

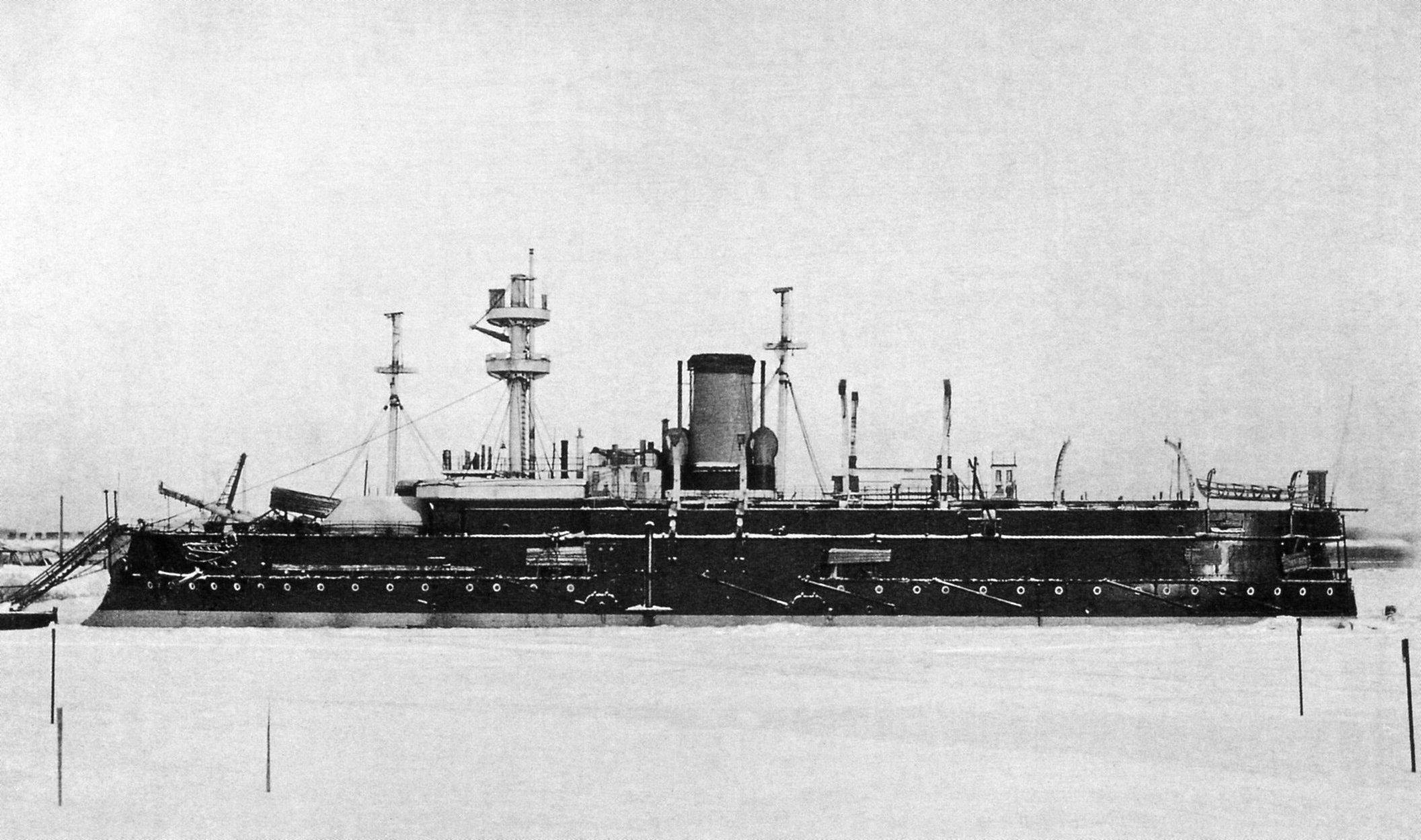
左舷方向から見たガングート

1894年から1895年にかけての冬季、ガングートはレーヴェリに停泊して、極東情勢の悪化に伴う3日間の準備を行った。1895年5月14日から15日にかけて、実践連合艦隊に参加してフィンランド湾とバルト海を航行した。
1896年には、ガングートはクロンシュタット＝ヘリシンクフォールス＝リバーヴァ＝リガ湾＝レーヴェリのコースを巡航した。同年5月30日、実践連合艦隊を視察したマカーロフ海軍中将は次のように記した。
ピョートル・ヴェリーキイとガングートは、模範的な規律を代表していた。両船では、とりわけ全下層部分が良好であった。
同時に、いくつかの水密隔壁は隙間があることにも言及した。その隙間は、7 名の艦の乗員が提督へ教えたものであった。6月9日付けの指令で、マカーロフは再びガングートへ言及し、その機関設備について次のように述べた。
水雷艇の機関責任者たちをガングートに集め、この装甲艦の上級機関士ストラタノーヴィチ氏がどのようにしているのか見学させるように。
演習が終わると、両装甲艦はクロンシュタットへ帰港した。ブヨルケ＝ズント海峡にて、ガングートは水面下の岩に衝突して破孔を穿たれた。第2艦底の外板が損傷した結果、そこに設置してあった排水システムの主要管が機能を停止した。ピョートル・ヴェリーキイからマカーロフ提督が駆けつけ、艦を救うための格闘が始まった。その後、同行した練習船から調達した帆布が破孔の下に持っていかれ、正常に排水装置が稼動し、船内の水は減少した。二重底の小昇降口が破孔を塞いでいるということが明らかになった。ピョートル・ヴェリーキイの随伴の下、ガングートは自走してクロンシュタットへ帰港した。1896年9月5日には、修理のためコンスタンチーノフスキイ船渠へ入った。
1897年5月20日から、ガングートは実践連合艦隊に所属してトランズント地区にあり、そこで訓練を行った。6月10日から11日にかけて行われた排水装置の試験によって、艦首部分のタービンを除いて装置はすべて修繕されているものの、計画値と比べそれらの有効性は著しく低いということが明らかになった。これと、その他の不備はクロンシュタットにて除去される予定であった。

### 沈没
1897年6月12日、ガングートはS・P・トィルトフ海軍中将の旗を掲げてヴィボルグ湾にて標的への射撃訓練を行っていた。この海域は、1834年以降測量が行われていなかった。
15時40分、標的が艦上に上げられた。ガングートは4 基のボイラーに点火して、2.5 knの低速でトランズントへ進路を取った。天候は良好で、南西よりの微風が吹いていた。数分後、艦は辛うじて感じられるほどの微細な振動に見舞われた。船室では、前進していた艦を後進に変えた際のエンジンの振動であろうと思われたほどであった。ほんの数人のボイラーマンが、艦底での軋みに気付いた。操舵室では、艦が突然2度ばかり進路を左に逸れ、数分間舵が効かなくなったということを操舵手が報告した。その直後、右舷艦首気缶室に海水がどっと流れ込んできた。数分で海水は部屋を満たし、左舷や229 mm　砲弾薬庫回廊へも流入した。
すぐさま、排水装置が作動した。上級機関技師A・A・ガヴリーロフは左舷艦尾気缶室を開くよう命じ、上級機関技師N・M・ルスナチェーンコは艦橋へ状況を報告した。
15時50分、主機が停止した。艦長のK・M・チコーツキイ海軍大佐は船首気缶室へ降りた。乗員は平静を保っていた。水密隔壁の扉やハッチ、小昇降口は入念に密閉されていた。予備のボイラーが起動すると、破孔のあると推定される場所へ当て布が運ばれた。しかし、艦が岩との衝突で損傷したことが明らかになったので、天幕が使用されることとなった。そして、係船索を巻くために救難艇が降ろされた。
作業は、鋭い衝角を持った艦首構造と、次第に高まってきた波のため難航した。16時00分までに右舷ボイラー火室が水浸しになり、その後残りの気缶室も全滅した。装甲艦は速力を失い、電力を失い、蒸気を失ったことで排水装置も停止した。暗闇の中で静かさが広がり、ただ水音だけが聞こえていた。水密隔壁の継ぎ目や鋲の隙間、扉やハッチのゴムの隙間から水が滴り落ちた。今や装甲艦は沈みつつあったが、最寄の岸までまだ6 海里ほど残っていた。艦上には582 名の乗員と連合艦隊司令部、技術学院の学生たち、ペテルブルク航法クラスの生徒たち、水先案内や航法学の生徒たち、連合艦隊の軍楽隊が残っていた。岩礁のある方向への漂流を避けるためと当て布の運搬を軽減するため、16時35分には右舷の碇が29 mの深みへ放り込まれた。トィルトフ海軍中将の命により、トランズント沖合い停泊地のほかの艦船へ救命艇が差し向けられた。
艦の傾斜は、このとき右舷方向へ7 度に達していた。傾斜を是正するため、左舷へ60から70 tの水が流し込まれた。傾斜は1 度に軽減されたが、この状態を半時ばかり保ったのち、艦は今度は左舷へ傾き始めた。上級機関士のイニシアチヴで、305 mm砲弾室へ水が注ぎ込まれた。多くの困難な試みののち、船底へ天幕と当て布を運び込むことに成功した。しかし、水の流入は止まらなかった。
艦内での生存を巡る格闘は、蝋燭の下で進められた。隔壁の隙間には木片や襤褸切れが押し込まれ、ハッチ覆いには支えが設置された。流入した水は、手動ポンプやバケツを使って掻き出された。
18時00分、排水装置の一部が復旧したが、補助ボイラーを用いたため十分な蒸気を得ることができなかった。18時30分、沈み込みは2 mに達した。過積載も災いし、居住甲板に水が入り込んだ。19時00分になってようやく、装甲艦救援のために第108号水雷艇がやって来た。やや遅れて、他艦も救援に駆けつけた。このときまでに、ガングートの傾斜は10 度に達していた。
トィルトフ艦隊司令官は、二等巡洋艦アフリカを用いてガングートの曳航を試みることとし、ガングートの前甲板に曳航索が取り付けられた。しかし、19時25分にはもう転覆の危険性が高まり、ガングート救出の試みは失敗に終わることとなった。トィルトフは乗員と重要物資の退艦を命じた。すべての救難艇た降ろされた。風と波にもめげず、救出作業は実施された。21時00分、海軍中将旗と艦尾旗が降ろされ、トィルトフは司令部とともに蒸気船ドニエプルへ退去した。5分後、補助機関が活動を停止し、排水システムが機能を失った。最後まで残っていたメンバーは艦を後にした。艦長は最後まで艦の沈んでいない部分に残り、すべての乗員が退艦したのを見届けてから最後の救難艇に乗り込んだ。艦長の救難艇は、21時40分、艦を後にした。それから9分後、ガングートは急に左舷方向へ横転し、ほぼ一直線に海底へ沈んでいった。
ガングートは水深29 mの湾の底へ沈んでおり、1898年から1899年にかけて艦の引き上げ計画もあったが、実現しなかった。この沈没事故ののち、事故の原因の究明と関係者の裁判が行われた。その結果、水密区画の設計見直しが行われ、以前にもまして艦の不沈性についての注意が払われるようになった。